# Newbie
Newbie of N00b wordt gebruikt om een onervaren of anderszins onkundige gebruiker van een computerspel, een nieuwsgroep, een besturingssysteem of het internet zelf aan te duiden. De term kan worden gezien als een belediging of een mild scheldwoord. Het wordt echter ook gebruikt door ervaren gebruikers als bemoediging om de nieuweling te motiveren om meer kennis over het onderwerp te vergaren. Soms noemen gebruikers zichzelf een newbie, ter ontwapenende onderstreping van hun beginnersstatus. Het neerbuigende aspect valt dan weg.
De eerste vermelding van het woord op Usenet was in een bijdrage aan de comp.sys.mac nieuwsgroep door Barb Dyker om 20.31 uur op 31 mei 1988, waarin de auteur het woord gebruikte om naar zichzelf te verwijzen: "I did my struggling as a newbie - let's get some info out for those that are new to the net so that it works for all of us" (Ik heb mijn portie vallen en opstaan gehad als newbie - laten we wat info verspreiden voor hen die nieuw zijn op het net zodat het voor ons allemaal werkt).
De term moet niet verward worden met "n00b" of "noob": dit zijn spelers die al meer ervaring hebben, maar zich toch op hetzelfde niveau bevinden als een "newbie".